# Pyrrosia madagascariensis
Pyrrosia madagascariensis là một loài thực vật có mạch trong họ Polypodiaceae. Loài này được (C. Chr.) Schelpe miêu tả khoa học đầu tiên năm 1932.